# Adolphe Cieslarczyk
Adolphe Cieslarczyk, né le 13 février 1916 à Düsseldorf (Allemagne) et mort le 25 février 2024 à Tournon-d'Agenais en Lot-et-Garonne, est un peintre, sculpteur et graveur français.

## Biographie
Adolphe Cieslarczyk naît le 13 février 1916 à Düsseldorf dans la famille de sa mère. Dès que la Pologne retrouve son indépendance, son père ramène sa famille près de Poznań, à Sroda dont il est originaire. En 1923, un revers de fortune les amène à émigrer en France. Ils s'installent à Pont-à-Mousson (Meurthe-et-Moselle) et seront naturalisés français en 1932. Tout en travaillant de nuit à l’usine métallurgique de Pont-à-Mousson où il est ajusteur-fraiseur, le jeune Cieslarczyk intègre l’École des Beaux-Arts de Nancy (Lorraine) en 1934 où il va suivre jusqu'en 1937 une formation académique sous l’autorité de Victor Prouvé. Malheureusement, en 1939, la guerre succède au service militaire, si bien qu'il doit renoncer au projet de continuer les Beaux-Arts à Paris. En 1941, pendant l'occupation, l'usine de Pont-à-Mousson (plus tard Saint Gobain – Pont à Mousson) se replie à Fumel (Lot-et-Garonne), au bord du Lot, entre Agen et Cahors.
Il va s'y installer et fonder une famille avec Marthe Hudrisier (1922-2003) qui l'accompagnera dans son chemin de recherche et de création qui exige un certain retrait du monde. C’est « Marthon » qui assure le contact avec le monde des galeries, des collectionneurs et des musées. À partir de 1992, la maladie de sa femme va l'éloigner sensiblement du monde artistique.
Au moment de sa mort le 25 février 2024, il est le sixième homme le plus âgé de France, derrière Maurice Le Coutour, Guy Bonnal, René Benoist de Saint-Ange, un anonyme et Jules Kohler. Il était classé à la 100e place du classement des Français les plus âgés.

## Œuvre

### Le peintre
À la fin des années 1940, la peinture de Cieslarczyk, encouragé par les peintres Albert Gleizes et Jacques Villon évolue progressivement de la figuration vers l'abstraction. Cela l'amène à participer annuellement au Salon des Réalités Nouvelles à partir de 1951 et pendant près de 50 ans: il y noue des liens d'amitié avec les représentants de la tendance géométrique et construite, tels Herbin et Folmer et plus tard avec des peintres de la Nouvelle École de Paris, Maria Manton et Louis Nallard.
À la fin des années 1950, il rencontre Roger Bissièrequi vit tout près, dans le Lot. Cette relation va se muer en un véritable échange amical entre artistes, amitié qui se poursuivra ensuite avec son fils, Louttre.B.
À partir des années 1970, Cieslarczyk donnera une nouvelle dimension à son activité de peintre en utilisant des sables ferrugineux prélevés dans son environnement, pour leur grain et la déclinaison subtile de leurs couleurs. 

### Le sculpteur
Au milieu des années 1960, Cieslarczyk s'est déjà affirmé dans la sculpture depuis une dizaine d'années, comme en témoigne, en 1959, La sculpture de ce siècle de Michel Seuphor. Dès 1954, Il a exploré le plexiglas en avant-gardiste, « projetant dans un espace architectural des surfaces colorées qui n'ont d'autre support que la parfaite transparence de ce matériau », scellant ainsi son ralliement à l’esthétique constructiviste, qui se traduira par une exposition personnelle chez Colette Allendy en 1956.
En 1961, il s'engage en tant que sculpteur, dans l'aventure du Groupe Mesure, également dit « Groupe expérimental de recherches plastiques formelles-art géométrique » aux côtés de Leo Breuer, Marcelle Cahn, Carlos Cairoli, Maxime Descombin, Georges Folmer, Jean Gorin, Pierre-Martin Guéret, Aurélie Nemours, Luc Peire, Francis Pellerin, Roger-François Thépot, Gudmundsdottir Eyborg. Ils participent ensemble à l'unique exposition qui aura lieu en France, en mars 1961, au Musée des Beaux-Arts de Rennes et aux huit expositions qui eurent lieu de 1962 à 1964 en Allemagne où l'abstraction géométrique a toujours reçu un meilleur accueil. Depuis les années 1950, il sculpte également le bois, principalement l'iroko et l'acajou, pigmentant plus tard de bleu les veines de ces bois exotiques. Il continuera de sculpter ces bois jusque dans les années 2000.
Dans les années 1970, il travaille le fer et utilise la soudure à l'arc pour la sculpture. Cette technique va lui permettre de découper, d'assembler et de travailler des métaux de récupération d’une entreprise de dragage du Lot, d'autre part, des pièces d'acier, rebuts de l'usine métallurgique où il travaille. La rudesse des cicatrices que la soudure lui permet de dessiner enrichit les surfaces que l'érosion a adoucies.
En ce qui concerne la tôle, la sculpture peut naître d'une découpe unique et d'un pliage de la plaque sans faire d'assemblage, la surface étant travaillée par des « gouttelettes » de soudure. Dans les tôles soudées, comme Rythmo stabile (exposée au Musée Rodin en 1963) ou comme la sculpture du Lycée de Fumel, la soudure permet d'assembler les pans géométrique d'une sculpture.
Dès le milieu des années 1980, il va utiliser la poutrelle d'acier IPN, comme matériau de base d'un travail de sculpteur encore différent. La soudure se fera alors plus discrète, l'assemblage reposant souvent sur un système de clavetage ingénieux qui permet de « démonter » la sculpture. Des inclusions de plexiglas, colorées ou non, enrichiront parfois ces sculptures, souvent rehaussées de patines de couleur.

### Le graveur
En 1964, il se remet à la gravure qu'il n'a pas pratiquée depuis les Beaux-Arts (1934-1937). Il commence par la linogravure encrée en taille-douce et non en surface, s'affranchit de sa formation figurative et introduit immédiatement de la couleur, là où il n'avait appris que le noir et blanc. Au début des années 1970, en parallèle avec son travail de sculpteur, la soudure à l'arc va faire irruption dans la gravure, et faire le trait sur la plaque d'acier (qui remplace définitivement le lino). Yolande Lacour l'expose dans sa galerie La Nouvelle gravure, 42 rue de Seine. Plus tard, et jusqu'à la fin des années 1980, l'artiste mêlera quelques effets de soudure à l'arc au procédé de l'eau-forte, créant ainsi une technique mixte originale. Durant cette période, il réalise régulièrement des éditions de ses gravures pour Jacqueline de Champvallins.
Dès 1971, et jusqu'en 2016, il participera au salon de La Jeune Gravure contemporaine.

### Œuvre monumentale
Réalisation au titre du 1 % pour le groupe scolaire de Fumel (Lot-et-Garonne), 1986

### Éditions
- Le carreleur, recueil de trois gravures, texte de Patrick Stefanetto, 1977
- Vingt neuf images espacées, recueil de 29 gravures, texte de Françoise Cieslarczyk, 1984

## Expositions

### Expositions personnelles
- Galerie Colette Allendy, Paris, 1956
- Galerie La Nouvelle Gravure, Paris, 1968
- Malmö, Suède, (gravures) 1966, 1967
- Musée Henri Martin, Cahors, avec Louttre.B, 1974
- Les Jurandes, Bonaguil (Lot-et-Garonne), 1977
- Musée Gaston Rapin, Villeneuve sur Lot, 1985
- Galerie Callu-Mérite, Peintures-Sculptures de 1952 à 1958, Saint-Ouen, 1985
- Musée des Beaux-Arts de Libourne, Rétrospective : Constructions spatiales et géométrie, sculpture, peintures et gravures, 1950-1988, 1988
- Galerie Compagnie des Arts, Cahors, 1997
- Salon de la Jeune Gravure Contemporaine, Paris, Hommage à Cieslarczyk, 2008
- Musée de Gajac, Villeneuve-sur-Lot, Cieslarczyk vs Redoulès, 2015
- Galerie de l'atelier Pascal Lacroix, Tournon d'Agenais, Adolphe Cieslarczyk et Pascal Lacroix, 2023[8]

### Expositions collectives
- Salon des réalités nouvelles, Paris, de 1951 à 2001[2]
- Galerie Colette Allendy, Paris, 1958
- Galerie Denise René, 1958
- Exposition d'Art Abstrait du Groupe Mesure, Musée des Beaux-Arts de Rennes, 1961
- Groupe Mesure, expositions en Allemagne, Francfort, Hambourg, Leverkusen, Ludwigshaffen, Kaiserlautern, 1962, 1963, 1964, 1965
- Salon de la Jeune sculpture, Musée Rodin, Paris, 1963
- Fondazione Pagani à Milan, Italie, 1965
- Sculptures à ciel ouvert, Mâcon, 1970
- Mostra Del Larzac, de 1970 à 1980
- Membre de la Jeune gravure contemporaine, participe à son salon annuel à Paris, et aux expositions qu'elle organise en France et à l'étranger, de 1971 à 2016 : Israël, 1973; Musée de Dunkerque, 1975 ; Japon, 1976 ; Châteauroux, 1977 ; Angleterre, 1983 ; Galerie Biren, Paris, 1984 ; Musée de l'Estampe, Gravelines, 1985 ; Musée du Québec, 1987 ;
- Ibizagrafic, Biennale internationale d'art graphique, Espagne, 1972
- Musée de Toulon, 1972
- Ségovia 74, Biennale internationale d'art graphique, Espagne, 1974
- Unesco, Paris, Dialogue, 1976
- Biennale de Villeneuve-sur-Lot, 1976
- American Center, Paris Contradiction 77 , 1977
- Galerie Maître Albert, Paris, 1977, 1978, 1979
- Strasbourg, Estampe du Rhin, 1984
- Monaco, Prix International d'art contemporain, 1985
- Galerie Genelis, Toulouse, 1985
- Galerie Callu-Mérite, Sculptures en plexiglas de 1954 à 1955, Paris 1988
- Musée Ingres, Montauban,Les non figuratifs du Midi, 1986
- Salon de Mars, Galerie Callu-Mérite, 1990, 1991, 1992
- Galerie Maître Albert, Paris, 1991
- Musée des Beaux-Arts de Libourne, Choix de Libourne au Salon des Réalités Nouvelles, 1992
- Musée des Beaux-Arts de Libourne, La gravure en France de 1945 à nos jours , 1994
- Musées de Libourne, PARTI PRIS de Bernard Bégoin, conservateur des musées de Libourne, 1995
- Galerie Callu- Mérite, Paris, Permanence de l'Art Construit, 1998
- Klasema Art, FOCUS PARIS, Roosendaal - Pays Bas, 2002
- Salon d’Automne, Paris, section Éditions d’art, 2003
- Musée de Gajac, Action pensive, Villeneuve-sur-Lot, 2007
- Galerie Drouart, Création, art concret, art non figuratif, réalités nouvelles de 1946 à 1965, Paris, 2008
- Galerie Drouart, L’esthétique constructiviste de 1951 à 1970, Groupe Espace, Groupe Mesure, 2009
- Contribution à la section Groupe Mesure dans l'exposition rétrospective de Georges Folmer, Musée des Beaux-Arts, Rennes, 2010
- Ville de Rueil-Malmaison, Atelier Grognard, Abstractions 50, l'explosion des libertés, 2011
- Musée des Beaux-Arts de Rennes, Quinze ans de mécénat des Amis du Musée, 2017
- Artheme Galerie, Carte blanche à la collection des années 50 d'un ami marchand  Paris, 2018
- Centre Culturel de Lormont, La Couleur, 2019
- Galerie Georges Gour, Paris, 2019 [9]
- Musée de Gajac, Collections et Tapisseries - Regards complices, Villeneuve-sur-Lot, 2024
- Mairie du 6ème arrondissement, Paris, exposition de la JGC-Gravure Contemporaine, Traits d'union, hommage à l'artiste à l'occasion de l'exposition, 2025

## Réception critique
« Cieslarczyk fut toujours peintre, sculpteur et graveur. Esprit large, voulant tout embrasser: colorer, rainurer le plan ou occuper l'espace....Cette sculpture qui se voudrait monumentale, sa peinture et sa gravure par les thèmes proposés développent une pensée architecturale et spatiale, sorte de macrocosme poétique qui participe a la fois au grand concert de la nature et au ballet technologique de cette fin de siècle. »

— Bernard Begoin

« Le Plexiglas récusant le volume et l'inertie de la masse obscure, abolit la frontière entre l'espace intérieur et extérieur: l’œuvre s'ouvre à tous et distribue dans l'espace environnant les éclats diffractés de la lumière colorée. Les aspects de la structure, selon l’angle et la lumière sous lesquels elle est perçue, varient dans l'espace et dans le temps »

— Domitille d'Orgeval